# Thames Ironworks and Shipbuilding Company

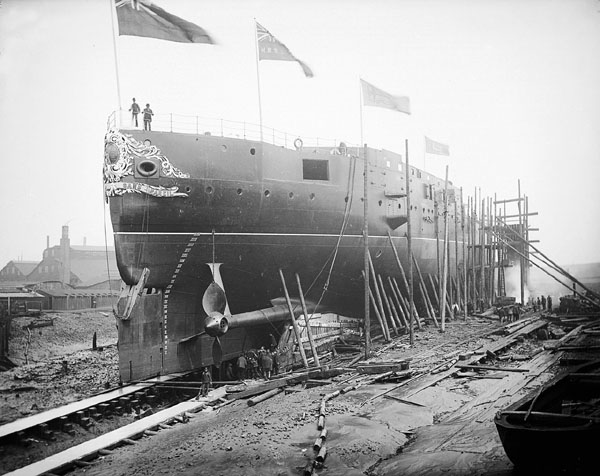
Navio de guerra britânico HMS Sans Pareil pronto para o lançamento, na Thames Ironworks, Blackwall, em 1902.

A Thames Ironworks and Shipbuilding Company, Limited foi um estaleiro e siderúgia abrangendo a foz de Bow Creek em sua confluência com o rio Tamisa, em Leamouth Wharf  (muitas vezes chamado de Blackwall) no lado oeste e em Canning Town, na Inglaterra. o lado leste. A sua principal atividade era a construção naval, mas também se diversificou em engenharia civil, motores marítimos, guindastes, engenharia elétrica e automóveis. 